# パチシラン
パチシラン(Patisiran)は、家族性アミロイドポリニューロパチーの患者の多発性神経炎（ポリニューロパチー）の治療のために用いる医薬品である。家族性アミロイドポリニューロパチーは、世界で約5万人が罹患していると推定されている致死性の希少疾患である。オンパットロ(Onpattro)の商標名で販売されている。
アメリカ食品医薬品局(FDA)に承認された初めてのsiRNAベースの医薬品であり、また同局がこの症状の治療のための医薬品を承認したのも初めてである。遺伝子サイレンシング薬であり、トランスサイレチンの異常形の生産を阻害する。
パチシランは、アルナイラムによって開発、販売されている。FDAは、これをファースト・イン・クラス（画期的医薬品）と見做している。
希少疾病用医薬品であり、FDAにおいて、優先承認審査（ファーストトラック）及び優先審査の適用対象となった。また新規の作用機構と治療対象の症状の希少性から、画期的治療薬とされている。2018年8月には、アメリカ合衆国及び欧州連合で、医療目的での使用が承認された。年間当たりの費用は、34.5万ドルから45万ドルである。日本では、初のRNAi治療薬、アルナイラムの最初の製品として、2019年6月に厚生労働省から承認された。